# ラッキークイズ さあどっち?
『ラッキークイズ さあどっち?』は、1969年（昭和44年）2月9日から6月29日までTBS系列で放送されていた朝日放送製作のクイズ番組である。小野薬品工業の一社提供。放送時間は毎週日曜 12:15 - 12:45 （日本標準時）。全21回。

## 概要
毎回一般からの参加者300人が9種類ある二択問題に挑戦していた、生き残り方式のクイズ番組。司会は初代林家三平と久里千春が務めていた。
参加者たちは、それぞれ赤と白のうちわを手にしていた。全ての関門を突破した者には、豪華賞品として自動車が贈られた。参加者たちが全滅した場合、番組視聴者に自動車獲得のチャンスが与えられた。